# نادي كريسيوما
نادي كريسيوما (بالبرتغالية: Criciúma Esporte Clube‏) ، نادي كرة قدم برازيلي ، أسس في 13 مايو 1947م.

## انجازاته
حصل نادي كريسيوما على بطولة كأس البرازيل عام 1991م، وكذلك حصل على بطولة الدوري البرازيلي للدرجة الثالثة عام 2006م، ودوري الدرجة الثانية عام 2002م.

## وصلات خارجية
- Official Site
- Discussion List